# Rouissat
Rouissat è un comune dell'Algeria, situato nella provincia di Ouargla, al centro della omonima oasi.